# Incisure mandibulaire
L'incisure mandibulaire (ou échancrure sigmoïde de la mandibule ou échancrure semi-lunaire de la mandibule), est une large échancrure située au milieu du bord supérieur de la branche de la mandibule.

## Structure
L'incisure mandibulaire est concave vers le haut. Elle sépare le processus condylaire à l'arrière du processus coronoïde à l'avant.

## Rôle
L'incisure mandibulaire permet la communication entre la région zygomatique et la région parotido-massétérine.
Elle livre passage au nerf massétérique, à l'artère massétérique et à la veine massétérique.

## Aspect clinique
L'échancrure mandibulaire peut être palpée pour localiser le canal parotidien, l'artère faciale, la veine faciale et le muscle ptérygoïdien médial,.

## Anatomie comparée
L'encoche mandibulaire peut être trouvée chez d'autres mammifères, comme les chiens et les chats. Il peut y avoir des variations importantes dans sa forme même au sein d'une même espèce. Des preuves archéologiques montrent que l'encoche mandibulaire est différente chez d'autres hominidés, comme les néandertaliens, et peut être asymétrique.